# Ballumgade
Ballumgade er en sidegade på Vesterbro i København, der går fra Hedebygade til Møgeltøndergade. Møgeltøndergade og Ballumgade udgør tilsammen et retvinklet gadeforløb, der er fredeliggjort med plan brolægning, cykelstativer og beplantning. Omgivelserne udgøres hovedsageligt af etageejendomme fra begyndelsen af 1900-tallet.
Gaden fik sit navn i 1930 efter marskbyen Ballum ved den sønderjyske vestkyst.